# Dylan (álbum de 2007)
Dylan é uma compilação do cantor Bob Dylan, lançada a 1 de Outubro de 2007.
O disco estreou no nº 3 na Billboard 200, vendendo 450 mil cópias na primeira semana. A edição deluxe estreou no nº 93.
| Críticas profissionais                                                      | Críticas profissionais |
| Avaliações da crítica                                                       | Avaliações da crítica  |
| Fonte                                                                       | Avaliação              |
| --------------------------------------------------------------------------- | ---------------------- |
| Allmusic                                                                    | (Edição 3 discos)      |
| Allmusic                                                                    | (Edição regular)       |
| Q                                                                           | (Edição 3 discos)      |
| Q                                                                           | (Edição regular)       |
| Pitchfork Media                                                             | (1.3/10)               |
| Esta tabela precisa de ser acompanhada por texto em prosa. Consulte o guia. |                        |

## Faixas

### Edição regular
1. "Blowin' in the Wind" – 2:47
2. "The Times They Are a-Changin'" – 3:13
3. "Subterranean Homesick Blues" – 2:20
4. "Mr. Tambourine Man" – 5:26
5. "Like a Rolling Stone" – 6:09
6. "Maggie's Farm" – 3:56
7. "Positively 4th Street" – 3:54
8. "Just like a Woman" – 4:51
9. "Rainy Day Women #12 & 35" – 4:36
10. "All Along the Watchtower" – 2:33
11. "Lay, Lady, Lay" – 3:19
12. "Knockin' on Heaven's Door' – 2:33
13. "Tangled Up in Blue" – 5:42
14. "Hurricane" (Dylan, Jacques Levy) – 8:34
15. "Make You Feel My Love" – 3:33
16. "Things Have Changed" – 5:09
17. "Someday Baby" – 4:56
18. "Forever Young" – 4:55

### Edição 3 discos

#### Disco 1
1. "Song to Woody" – 2:42
2. "Blowin' in the Wind" – 2:48
3. "Masters of War" – 4:33
4. "Don't Think Twice, It's All Right" – 3:39
5. "A Hard Rain's A-Gonna Fall" – 6:51
6. "The Times They Are a-Changin'" – 3:14
7. "All I Really Want to Do" – 4:05
8. "My Back Pages" – 4:23
9. "It Ain't Me, Babe" – 3:34
10. "Subterranean Homesick Blues" – 2:19
11. "Mr. Tambourine Man" – 5:26
12. "Maggie's Farm" – 3:56
13. "Like a Rolling Stone" – 6:09
14. "It's All Over Now, Baby Blue" – 4:14
15. "Positively 4th Street" – 3:54
16. "Rainy Day Women #12 & 35" – 4:35
17. "Just like a Woman" – 4:52
18. "Most Likely You'll Go Your Way (And I'll Go Mine)" – 3:29
19. "All Along the Watchtower" – 2:31

#### Disco 2
1. "You Ain't Goin' Nowhere" – 2:44
2. "Lay, Lady, Lay" – 3:19
3. "If Not for You" – 2:41
4. "I Shall Be Released" – 3:03
5. "Knockin' on Heaven's Door" – 2:31
6. "On a Night Like This" – 2:58
7. "Forever Young" – 4:56
8. "Tangled Up in Blue" – 5:41
9. "Simple Twist of Fate" – 4:17
10. "Hurricane" (Dylan, Jacques Levy) – 8:34
11. "Changing of the Guards" – 6:34
12. "Gotta Serve Somebody" – 5:24
13. "Precious Angel" – 6:33
14. "The Groom's Still Waiting at the Altar" – 4:05
15. "Jokerman" – 6:17
16. "Dark Eyes" – 5:07

#### Disco 3
Nos Estados Unidos o disco 3 contém:
1. "Blind Willie McTell" – 5:54
2. "Brownsville Girl" (Dylan, Sam Shepard) – 11:05
3. "Silvio" (Dylan, Robert Hunter) – 3:07
4. "Ring Them Bells" – 3:01
5. "Dignity" (alternate version) – 5:37
6. "Everything Is Broken" – 3:15
7. "Under the Red Sky" – 4:10
8. "You're Gonna Quit Me" (Tradicional arranj. de Dylan) – 2:48
9. "Blood in My Eyes" (Tradicional arranj. de Dylan) – 5:04
10. "Not Dark Yet" – 6:30
11. "Things Have Changed" – 5:09
12. "Make You Feel My Love" – 3:34
13. "High Water (Para Charley Patton)" – 4:04
14. "Po' Boy" – 3:07
15. "Someday Baby" – 4:56
16. "When the Deal Goes Down" – 5:01